# 용감한 토크쇼 직설
《용감한 토크쇼 직설》은 SBS Biz에서 평일 오후 4시부터 5시에 방송하는 TV 시사 프로그램이다.

## 방송 시간
- 평일 오전 9시 50분 ~ 10시 50분

## 출연자
- 이한승 앵커

## 동시간대 경쟁 프로그램
- 무엇이든 물어보세요 (KBS 1TV)
- 기분 좋은 날 (MBC)
- SBS 10 뉴스 (SBS)